# ینو فوکس
ینو فوکس (به مجاری: Fuchs Jenő) ورزشکار مرد رشتهٔ شمشیربازی اهل کشور مجارستان است. وی در بین سال‌های ‎۱۹۰۸ تا ۱۹۱۲ میلادی در مسابقات بازی‌های المپیک تابستانی در مجموع ۴ مدال طلا را کسب کرد.